# 达姆玛丽
达姆玛丽（法語：Dame-Marie，法語發音：[dam maʁi] ⓘ）是法国奥恩省的一个市镇，属于莫尔塔涅欧佩什区。

## 地理
达姆玛丽（48°21'18"N, 0°36'55"E）面积13.27 平方千米，位于法国诺曼底大区奧恩省，该省份为法国西北部内陆省份，北起顺时针与卡爾瓦多斯省、厄尔省、厄尔-卢瓦省、萨尔特省、马耶讷省和芒什省接壤。
与达姆玛丽接壤的市镇（或旧市镇、城区）包括：阿珀奈苏贝莱姆、拉沙佩勒苏埃夫、圣西尔拉罗西耶尔、佩尔什昂诺塞、佩尔什地区贝尔福雷。

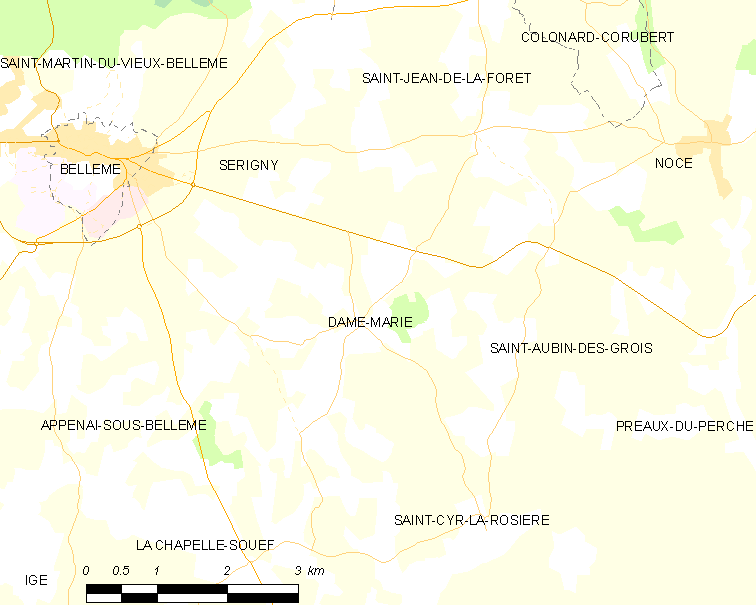
达姆玛丽的OSM定位图

达姆玛丽的时区为UTC+01:00、UTC+02:00（夏令时）。

## 行政
达姆玛丽的邮政编码为61130，INSEE市镇编码为61142。

## 政治
达姆玛丽所属的省级选区为瑟通县。

## 人口

1962-2008年间达姆玛丽人口变化图示

达姆玛丽于2022年1月1日时的人口数量为156人。